# Тома, Юрий Юрьевич
Ю́рий Ю́рьевич Тома́ (укр. Юрій Юрійович Тома; 27 апреля 1996, Хуст) — украинский и венгерский футболист, полузащитник клуба «Кишварда».

## Клубная карьера
Воспитанник закарпатского футбола. С 2013 года играл в юношеской и молодёжной командах ужгородской «Говерлы». Зимой 2015 года проходил сборы с основным составом команды Премьер-лиги. 4 мая того же года Тома в составе «Говерлы» дебютировал в высшем дивизионе, заменив в конце гостевого матча против киевского «Динамо» Ивана Родича. На послематчевой пресс-конференции наставник ужгородцев Вячеслав Грозный заявил, что «Томе и всем другим таким ребятам ещё рано играть на таком уровне».
В 2015 году также играл за любительский ФК «Ужгород». На сезон 2015/16 был включён в основной состав «Говерлы». Летом 2016 года покинул стан «Говерлы» в связи с прекращением существования клуба. После чего некоторое время выступал за «Мункач» из Мукачево.
В сентябре 2016 года стал игроком венгерского клуба «Кишварда». Сезон 2017/18 провёл в клубе «Циганд» на правах аренды.

## Карьера в сборной
В мае 2018 года был вызван главным тренером сборной Закарпатья Иштваном Шандором для участия в чемпионате мира ConIFA. Команда смогла дойти до финала, где в серии пенальти одолела Северный Кипр (0:0 основное время и 3:2 по пенальти). Однако выступление сборной привело к скандалу на Украине и обвинениям в адрес игроков в поддержке сепаратистского движения. В октябре 2018 года Тома был пожизненно дисквалифицирован КДК Украинской ассоциации футбола.